# Tadeusz Sumiński
Tadeusz Stanisław Sumiński, ps. „Leszczyc” (ur. 1 kwietnia 1924 w Badurkach, pow. płocki, zm. 24 lutego 2009 w Warszawie) – polski fotografik, ekonomista, uczestnik powstania warszawskiego, żołnierz 2 drużyny III plutonu „Felek” kompanii „Rudy” batalionu „Zośka”.

## Życiorys
Syn Ludomira, uczestnika wojny polsko-bolszewickiej, odznaczonego Krzyżem Walecznych, i Zofii z Tarnowskich. Uczeń Państwowego Gimnazjum im. Stanisława Małachowskiego w Płocku, harcerz 89. Mazowieckiej Drużyny Harcerskiej. Do 1941 roku mieszkał wraz z matką w rodzinnym majątku, skąd został wysiedlony przez Niemców. Trafił najpierw na Kielecczyznę, a następnie, dzięki rodzinie Tyczyńskich, do Warszawy. Uczył się na tajnych kompletach. Od jesieni 1943 roku należał do batalionu „Zośka”. Brał udział w akcji Par. II (baza leśna).
W powstaniu warszawskim walczył w szeregach harcerskiego batalionu „Zośka”. Należał do ośmioosobowej grupy (m.in. Jerzy Gawin, Irena Kołodziejska, Andrzej Samsonowicz) odciętej od batalionu podczas walk w obronie cmentarzy wolskich, która przeszła przez tereny zajęte przez Niemców i znalazła się w Kampinosie, a po dwóch tygodniach dołączyła − kanałami z Żoliborza − do baonu, przebywającego na Starówce. W nocy z 31 sierpnia na 1 września brał udział w przebiciu się części oddziału przez Ogród Saski i ul. Królewską do Śródmieścia. Następnie walczył na Czerniakowie, gdzie 23 września dostał się do niewoli niemieckiej. Przebywał w Stalagu XI A w Altengrabow k. Magdeburga.
W roku 1946 zdał maturę w V Miejskim Liceum dla Dorosłych. Z wykształcenia ekonomista, absolwent Szkoły Głównej Handlowej w Warszawie.
Aresztowany w pierwszej połowie stycznia 1949 r. przez funkcjonariuszy UB, przez pół roku przetrzymywany był w więzieniu mokotowskim za „próbę obalenia ustroju siłą” (chodziło o przynależność do Armii Krajowej). Przebywał w jednej celi z Gracjanem Frógiem. Wyszedł bez wyroku.
Był członkiem honorowym Związku Polskich Artystów Fotografików. Jego prace wielokrotnie gościły na wystawach fotograficznych w Polsce (m.in. Anatomia krajobrazu, 1985). Pracował także jako fotoreporter, lecz znany był przede wszystkim jako fotografik krajobrazu. W 1994 wystąpił w filmie Krzysztofa Langa Powstanie Warszawskie 1944, opowiadając o swoich przeżyciach wojennych.
Zmarł w Warszawie, pochowany na cmentarzu Wojskowym na Powązkach (kwatera D 22-2-9).

## Publikacje
- In the Bieszczady Mountains (autor: Roman Izbicki, fotografie: Tadeusz Sumiński)
- Pamiętniki żołnierzy Baonu Zośka (edytor)

## Ordery i odznaczenia
- Krzyż Walecznych
- Warszawski Krzyż Powstańczy[7]